# Haplogruppe E (mtDNA)
Die Haplogruppe E ist in der Humangenetik eine Haplogruppe der Mitochondrien (mtDNA). Es handelt sich um eine Subgruppe von M.
Haplogruppe E verteilt sich auf das südliche Asien. Bisher wurde sie auf der malaiischen Halbinsel und in der Bevölkerung der Sabah von Borneo gefunden. Ebenso wurde die Haplogruppe an den Küsten Papua-Neuguineas gefunden, sowie auf Taiwan, den Philippinen und auf einigen pazifischen Inseln wie Guam.

## Stammbaum
Dieser phylogenetische Stammbaum der Subgruppen von Haplogruppe E basiert auf einer Veröffentlichung von Mannis van Oven und Manfred Kayser und anschließender wissenschaftlicher Forschung.
- E
  - E1
    - E1a
      - E1a1
        - E1a1a
          - E1a1a1

      - E1a2

    - E1b
      - E1b1

  - E2
    - E2a
    - E2b
      - E2b1
      - E2b2